# Catherine Hill
Pour les articles homonymes, voir Hill.
Catherine Hill, née le 6 septembre 1946 à Paris, est une épidémiologiste et biostatisticienne française.

## Biographie

### Famille et formation
Geneviève Catherine Oudin naît le 6 septembre 1946 dans le 14e arrondissement de Paris du mariage de François Oudin, médecin, et Marie-Adélaïde Régnier, bibliothécaire.
Après des études au lycée Marie-Curie de Sceaux, elle obtient une maîtrise de mathématiques à l'université de Paris puis un diplôme d'études approfondies (DEA) de logique et théorie des ensembles à l'institut Henri-Poincaré. Elle est également diplômée de statistiques de l’université Paris XI-Sud.
Après un premier mariage avec Harold Hill dont elle a deux enfants, elle épouse un pédiatre[Qui ?] le 21 décembre 2009.
Son neveu l'avocat Charles Joseph-Oudin conseille les victimes du Mediator, de la Dépakine ou du vaccin contre la grippe A (H1N1).

### Carrière professionnelle
En 1971, Catherine Hill intègre l'Institut national de la santé et de la recherche médicale (Inserm) dans l'unité de biostatistiques, puis en 1973 l'Institut Gustave-Roussy où elle est statisticienne jusqu'en 1979 puis statisticienne et épidémiologiste jusqu'en 1994 où elle est nommée chef du service de biostatistiques et d'épidémiologie jusqu'en 2004.
En 1979-1980, elle est chercheuse invitée à l'université Harvard. 
Elle est spécialisée dans l’étude de la fréquence et des causes du cancer, mais aussi de l’évaluation des dépistages et des traitements.
Elle a fait partie du conseil scientifique de l’Agence nationale de sécurité du médicament et des produits de santé dont elle écrira « L’Agence du médicament s’aveugle elle-même ».

## Prises de positions

### Cancer du poumon chez les femmes
À l'Institut Gustave-Roussy, Catherine Hill est chargée d'une étude sur le cancer du poumon. Elle s'exprime dans le magazine Elle « Il faut arrêter de dire que faire du sport, laver ses salades et manger des brocolis permet d’éviter le cancer. Ce sont des indications monstrueuses ! Il faut vraiment que les médias arrêtent de donner la parole à des idiots qui préconisent de manger des framboises le soir ou le matin. Il faut également convaincre les pouvoirs publics d’augmenter les prix du tabac : il y a urgence ! » et conclu la synthèse de son rapport : « Le tabac est la cause d’un décès sur sept. En 2014, plus de femmes mourront d’un cancer du poumon que d’un cancer du sein. L’épidémie va encore beaucoup augmenter chez les femmes quand les générations plus exposées vont vieillir. Les ventes n’ont pas bougé depuis janvier 2004. Il est urgent d’agir ! ».

### Affaire du Mediator
Elle est l'une des collaboratrices de la lanceuse d'alerte Irène Frachon dans l'affaire du Mediator,.
En 2009, le comité scientifique de l’Agence française de sécurité sanitaire des produits de santé (Afssaps) qu'elle vient d'intégrer lui propose de participer au groupe de travail « Plan de gestion des risques et pharmaco-épidémiologie ». Lors de son audition au Sénat par la « Mission commune d'information sur le Mediator » le 5 mai 2011, elle déclare « Le 3 juin 2009, lors de la première réunion à laquelle j'assistais, Irène Frachon a évoqué les cas-témoins brestois ; le centre de pharmacologie de Besançon a présenté les cas notifiés. J'ai alors été la seule à détecter un signal. »
Catherine Hill réalise alors les premières études de mortalité du Mediator.

### Pandémie de la maladie à coronavirus 2019
Bien que retraitée, et n'exerçant plus son métier d'épidémiologiste statisticienne, Catherine Hill fait partie des personnalités régulièrement consultées dans les médias au sujet de la maladie à coronavirus 2019, aux côtés d'Anne-Claude Crémieux, de Karine Lacombe et de Dominique Costagliola. Fin avril 2021, elle estime la situation « extraordinairement mauvaise » et se dit contre les mesures de déconfinement qui se préparent, estimant que « l’épidémie va repartir assez vite » et qu’en « quinze jours, on va se retrouver dans une situation difficile ».
Faisant le constat qu'« elle critique vertement la politique de tests du gouvernement face au Covid-19 », le journaliste Éric Favereau de Libération la juge « alarmiste ».